# Bình vôi Quảng Tây
Bình vôi Quảng Tây (danh pháp: Stephania kwangsiensis) là một loài thực vật có hoa trong họ Biển bức cát. Loài này được H.S. Lo mô tả khoa học đầu tiên năm 1978.